# Raphael Georg Kiesewetter
Raphael Georg Kiesewetter (Holešov, 1773 – Baden bei Wien, 1850) es un escritor y músico checo, naturalizado austríaco.
Era empleado del estado, musicólogo, músico y un apasionado coleccionista de obras musicales, ahora ubicadas en la Biblioteca Nacional de Austria.
Fue miembro de numerosas academias científicas, como la Academia Real de las Artes y Ciencias de los Países Bajos. Entre sus obras más importantes se encuentran Guido von Arezzo, sein Leben und Wirken (1840), Die Musik der Araber (1842), Ueber die Octave des Pythagoras (1848), Galerie alter Kontrapunktisten (1847), colaborando  también con varios artículos en el Allg. Mus.Ztg. de Leipzig.

## Obra
- Geschichte der europäisch-abendländischen oder unserer heutigen Musik. Darstellung ihres Ursprungs, ihres Wachsthums und ihrer stufenweise Entwicklung; von dem ersten Jahrhundert des Christenthums bis auf unsere heutige Zeit. Breitkopf & Härtel, Leipzig 1834. (Nachdruck Sändig-Reprint, Vaduz 1986, ISBN 978-3253024672 und Wissenschaftliche Buchgesellschaft, Darmstadt 2010, ISBN 978-3-534-23754-8 )
- Ueber die Musik der neueren Griechen nebst freien Gedanken über alt-aegyptischen und alt-griechischen Musik. Breitkopf & Härtel, Leipzig 1838.
- Guido von Arezzo. Sein Leben und Wirken. Breitkopf & Härtel, Leipzig 1840.
- Schicksale und Beschaffenheit des weltlichen Gesanges vom frühen Mittelalter bis zur Erfindung des dramatischen Styles und den Anfängen der Oper. Mit musikalischen Beilagen. Breitkopf & Härtel, Leipzig 1841.
- Die Musik der Araber, nach Originalquellen dargestellt von R. G. Kiesewetter, begleitet mit einem Vorwort von dem Freiherrn v. Hammer-Purgstall. Mit VI Abbildungen im Text und XXIV Seiten Noten-Beilagen, welche die Tonformeln der alten Autoren, dann einige jetzt gangbare Volkweisen und Gesänge enthalten. Breitkopf & Härtel, Leipzig 1842. (Sändig-Reprint, Wiesbaden 1968).
- Der neuen Aristoxener zerstreute Aufsätze über das Irrige der musikalischen-Arithmetik und das Eitle ihrer Temperaturrechnungen. Breitkopf & Härtel, Leipzig 1846. (Nachdruck Sänsig Reprint, Vadzu 1971, ISBN 978-3-253-02265-4)
- Gallerie der alten Contrapunctisten. Wien 1847.
- Catalog (seiner) Sammlung alter Musik. Mechitharisten, Wien 1847.
- Catalog der Sammlung alter Musik des k.k. Hofrathes Raphael Georg Kiesewetter, Edlen von Wiesenbrunn in Wien. Selbstverlag, Wien 1847.
- Über die Octave des Pythagoras. Wien 1848.